# Чосер, Томас
Томас Чосер (англ. Thomas Chaucer; около 1367 — 18 ноября 1434) — английский политический деятель, придворный и дипломат, сын «отца английской поэзии» Джеффри Чосера и Филиппы Роэ. Хотя сам Томас был простолюдином по происхождению (его предки были виноторговцами), по линии матери был связан родством с английской высшей знатью: сестра Филиппы Роэ, Екатерина Суинфорд, была многолетней любовницей Джона Гонта, герцога Ланкастера, а родившиеся от этой связи дети, получившие фамилию Бофорт, были легитимизированы. Семейные связи, а также личная харизма, талант лидера и умение принимать решение обеспечили Томасу заметное место в политической жизни Англии. Кроме того, он смог получить ряд владений, став одним из самых богатых простолюдинов в Англии. Хотя он и имел по своим владениям возможность получить рыцарское звание, так и остался простым оруженосцем.
Чосер 15 раз (в 1401, 1402, 1406, 1407, 1410, 1411, 1413, 1414, 1421, 1422, 1426, 1427, 1429 и 1431 годах) избирался в палату общин английского парламента. Во время работы парламента его 5 раз выбирали спикером; этим он установил рекорд, продержавшийся до XVIII века. В 1400—1401 и 1403—1404 годах Томас был шерифом Беркшира и Оксфордшира, а в 1413—1414 годах — шерифом Гэмпшира. Также с 1402 года он занимал (с перерывами в 1407 и 1418—1421 годах) должность главного дворецкого Англии.

## Происхождение
Томас происходил из зажиточной купеческой семьи, которая занималась импортом вина и шерсти в Ипсвич. Первым достоверно известным её представителем является Эндрю из Диннингтона, известный также как Эндрю Тавернер, который, возможно, был хозяином таверны. Его сын, Роберт из Диннингтона, перебрался в Лондон, где работал у торговца Джона ле Чосера. Возможно, что после смерти своего работодателя, он принял имя Роберт Малин ле Чосер. Его сын, Джон Чосер (около 1312—1366), был известным лондонским виноторговцем, ставшим гражданином города и пользовавшийся авторитетом и влиянием. Он, возможно, в начале 1330-х женился на Ангессе Комптон (умерла в 1381). Их сыном был Джефри Чосер (около 1340—1400), который смог сделать карьеру на королевской службе. Но в первую очередь он приобрёл благодаря поэтическому таланту, который позволил ему стать самым знаменитым английским поэтом раннего средневековья. Поскольку Чосер был первым поэтом, писавшим на английском языке, его называют «отцом английской поэзии» и создателем английского литературного языка. 
Джефри Чосер женился на Филиппе Роэ — дочери рыцаря из Эно Пейна де Роэ, прибывшего в Англию в свите Филиппы Геннегау, жены короля Эдуарда III. Сестра Филиппы, Екатерина Суинфорд, была многолетней любовницей Джона Гонта, герцога Ланкастера, а потом стала его женой. От этой связи родилось четверо детей, получивших фамилию Бофорт: трое сыновей, Джон, Генри и Томас, а также дочь Джоан, ставшая женой могущественного Ральфа Невилла, 1-го графа Уэстморленда. Позже они были легитимизированы королём Ричардом II. Эти родственные связи сыграли существенную роль в карьере Томаса Чосера, который был старшим из сыновей Джефри Чосера и Филиппы Роэ. Другими детьми, родившимися в этом браке, были Льюис (умер после 1403) и Элизабет.
Поздние исследователи высказывали предположение, что Филиппа Роэ сама была любовницей Джона Гонта, приписывая ему отцовство детей Филиппы — Томаса и Элизабет Чосер. По этой версии её выдали замуж за Джефри Чосера, чтобы придать респектабельности. Основаниями для подобной гипотезы послужили следующие соображения. Во-первых, в гробнице Томаса Чосера в Юэельме (Оксфордшир) на щитовых панелях изображён только герб Роэ, герб же Джеффри Чосера указан только на гробнице Мод Бергерш, жены Томаса. Во-вторых, в 1381 году Джон Гонт выделил щедрое пожалование аббатству Баркинг, куда была принята Элизабет Чосер, в результате чего некоторые исследователи предположили, что герцог таким образом обеспечивал свою незаконнорожденную дочь. Кроме того, сохранились свидетельства, что Гонт в 1380—1382 годах преподносил Филиппе на каждый новый год серебряные чашки. Однако, как отмечает историк Элисон Уэйр, эти предположения противоречат тому, что известно о браке Гонта с Бланкой Ланкастерской: нет никаких свидетельств, что был какой-то скандал из-за предположительной неверности Гонта. Ко всему прочему, герцог никогда не признавал детей Филиппы своими, в отличие от детей Екатерины Суинфорд и дочери, родившейся от связи с другой любовницей, Мэри де Сен-Илер, да и не выдавал замуж своих любовниц, чтобы скрыть своё отцовство. Кроме того, если бы Гонт был любовником Филиппы, это сделало бы последующую любовную связь с её сестрой более запретной, ибо церковь считала бы подобное инцестом. Но ни один хронист не упоминает о подобном, да и при получении папского разрешения герцог не упоминает о подобном препятствии. Что касается отсутствия герба Джефри Чосера на могиле его сына Томаса, то единственные мужские гербы, которые там присутствуют — гербы Бофортов, его двоюродных братьев. Гробницу строила Алиса Чосер, дочь Томаса и жена Уильяма де ла Поля, 1-го герцога Саффолка. Джефри Чосер не был дворянином по рождению, поэтому, по предположению Уэйр, она предпочла выпятить родственные связи со знатью королевской крови. Дарение же Гонта аббатству, по мнению Уэйр, связано с тем, что он проявил щедрость к племяннице своей любовницы. Кроме того, Гонт никогда не проявлял особой щедрости по отношению к Томасу Чосеру.

## Ранние годы
Томас родился около 1367 года. Благодаря родству с любовницей Джона Гонта, он оказался в его окружении. В 1386 году Чосер сопровождал его в поход в Испанию. В 1389 году герцог по дороге из Байоны выделил Томасу ренту в 10 фунтов из поместий Лестера. После возвращения в Англию Чосер оказался на службе у герцога. В дальнейшем его рента была удвоена. Кроме того, Чосер получил должности главного лесничего и констебля замка в Нерсборо. В будущем он продолжал оставаться преданным сторонником потомков Гонта, в первую очередь — короля Генриха V и своему двоюродному брату Генри Бофорта, позже ставшему кардиналом.
После смерти Гонта в 1399 году Ричард II конфисковал его владения, а также сместил Чосера с должностей главного лесничего и констебля Нерсборо. Хотя король и назначил ему компенсацию в виде ежегодной ренты в 20 марок от королевского города Уоллингфорд, Томас сохранял верность наследнику Гонта. Свержение Ричарда II и захват власти Генрихом IV, сыном Джона Гонта, способствовали развитию карьеры Чосера. Тесные связи с Ланкастерами и верная служба Джону Гонту обеспечила ему благосклонность нового короля. При активной поддержке Генриха IV Томас укрепил свои позиции в регионе в среднем течении Темзы, получив там несколько ключевых назначений. В течение трёх дней после коронации Чосер стал констеблем замка Уоллингфорд, где в это время (скорее всего, под его опекой) находились жена свергнутого короля и его племянник, Томас Холланд, герцог Суррей. Вскоре после этого ему были переданы поместья Уоллингфорд и Сен-Валери вместе с Чилтернской сотней, ежегодный доход от которых составлял 40 фунтов. В этот же период Чосер сблизился с принцем Уэльским Генрихом, что положило начало их многолетним отношениям.

## Рост владений
Личное наследство Томаса было достаточно скромным: один дом на Голдинг-лейн в Лондоне и арендованный дом в окрестностях Вестминстерского аббатства. Около 1395 года он женился на Мод Бергерш, дочери сэра Джона Бергерша из Юэлма. Этот брак значительно добавил ему влияния, поскольку Мод находилась в родстве с влиятельными родами Моунов, Диспенсеров, а также королевской династией Плантагенетов. Кроме того, Томас благодаря браку получил ряд поместий. Центром владений Чосера стал Юэлм в Оксфордире. В состав доли Мод в наследстве Бергершей входили 2 манора в Юэлме, владения в Наффилде и манор Суинкомб в Оксфордшире, маноры Уэст-Уорлдем и Ист-Уорлдем в Гэмпшире, манор Хатфилд-Певерел в Эссексе, половина манора Стратфорд-Сент-Эндрю в Саффолке, а также владения в Грэшеме (Норфолк), Борне (Кембриджшир) и Скендлби (Линкольншир). Также от Чосера зависели арендаторы, земли которых располагались к юго-западу от его поместий.
Став землевладельцем, Томас стал постепенно расширять своё влияние в регионе между Чилтерн-Хилсом и Котсуолд-Хилсом. По мере того как Чосер становился богаче за счёт своих доходов от должностей, а также становясь влиятельнее благодаря своим возрастающим политическим связям, он приобрёл ещё 5 маноров в Оксфордшире. В 1415 году Томас также купил большую часть владений Ричарда Аббербери Младшего, включающую манор и замок Доннингтон. Эта покупка была совершена при достаточно странных, а то и сомнительных обстоятельствах; однако эти владения недолго оставались в его руках, поскольку он передал их в качестве приданого своей дочери Алисе, вышедшей замуж за сэра Джона Фелипа.
Поскольку у Томаса были хорошие возможности для ведения переговоров во владениях короны, Чосер смог получить ряд аренд и опек, часто на длительные периоды времени. Так в 1411 году он заключил договор об аренде некоторых поместий королевы, в том числе и её резиденцию в Вудстоке и сотню Уоттон в Оксфордшире за 127 фунтов в год. И это был не единственный случай, когда Чосер использовал своё положение для увеличения владений.
Несмотря на своё богатство, Томас никогда не пытался получить рыцарское звание, на которое мог претендовать по своим владениям. Вместо этого он заплатил штраф в 5 фунтов, получив иммунитет, оставаясь при этом одним из самых богатых простолюдинов в Англии.

## Политическая карьера во время правления Генриха IV
В 1400 году Чосер был назначен шерифом Беркшира и Оксфордшира. Учитывая его статус в Оксфордшире, Томас без особых проблем стал избираться от графства в палату общин английского парламента. Когда он избрался впервые, в январе 1401 года обнаружилось, что он нарушил закон, запрещавший шерифам избираться в парламент. Впрочем, это не помешало ему избраться в следующем году. В общей сложности он избирался в палату общин 15 раз.
Во время парламентской сессии 1402 года король назначил Томаса главным дворецким Англии, что было знаком его особой благосклонности. Хотя должность и не была особо прибыльной (она приносила всего 20 марок в год), она давала достаточно широкие возможности для покровительства. За исключением короткого промежутка времени в 1407 году и более длительного в 1418—1421 годах, Чосер занимал эту ценную должность до самой смерти, используя её в интересах своих двух покровителей — Генри, принца Уэльского, и Генри Бофорта, который в 1402 году был епископом Линкольна. В парламентской сессии того же года была подана петиция с призывом о восстановлении для брата епископа, Джона, графа Сомерсета, титула маркиза. Сам граф снял с себя ответственность за неё; судя по всему, именно Генри Бофорт, который обладал обострённым чувством семейной гордости, уговорил Томаса взять на себя инициативу в палате общин. В последующие годы епископ неоднократно действовал подобным образом через двоюродного брата.
Неясно, насколько Томас обязан назначению в мае 1403 года судьёй в Оксфордшире незадолго до этого епископа Бофорта канцлером Англии. Но, вероятно, именно Генри Бофорт несколько месяцев спустя обеспечил ему дополнительную ежегодную ренту в 20 фунтов от манора Татбери в герцогстве Ланкастер, а также возможность вскоре после этого обменять ренту на право женить юного Томаса Стонора, владения которого в Оксфордшире располагались неподалёку от его владений. Осенью он помог с подавлением восстания валлийцев, в качестве награды Генрих IV разрешил Чосеру обрабатывать земли Стоноров, пока они оставались под королевской опекой. Позже Томас внёс в казначейство 200 фунтов и в обмен получил возможность собирать аренду с владений Стоноров до совершеннолетия наследника в 1415 году, благодаря чему получил существенную прибыль от своих вложений. Впрочем, к опеке над воспитанником Чосер подошёл ответственно, возможно, относясь к юному Стонору как к сыну, которого у него самого никогда не было. Томас Стонор был привязан к опекуну, оставаясь с ним до его смерти, а также был его коллегой в палате общин в 3 парламентах.
В 1404 году Томас вновь был шерифом Беркшира и Оксфордшира, поэтому не избирался ни в один из двух созываемых в этом году парламентов, хотя и делал в них доклады по положению в графствах. В одном из парламентов его деятельность в качестве дворецкого подверглась критике, однако король предоставил ему королевское помилование, хотя из него и были исключены долги Чосера, накопленные им на этой должности. Тем не менее Генрих IV не сомневался в компетенции Томаса, поэтому в октябре, пока парламент заседал в Ковентри, назначил его одним из двух временных хранителей Уинчестерской епархии, освободившейся после смерти епископа Уильяма Уикхемского. Новым епископом в итоге стал Генри Бофорт, который, возможно, убедил короля назначить Чосера хранителем некоторых поместий несовершеннолетнего графа Марча. В итоге за годовую арендную плату в 40 фунтов Томас получил графские парки и леса на юго-западе вплоть до 1415 года, когда юноша был признан совершеннолетним.
Основные владения епископа Бофорта располагались в Оксфордшире и Сомерсете. Чтобы эффективно координировать управление ими, он назначил Томаса констеблем своего замка Тонтон в Сомерсете, чем рассчитывал укрепить авторитет того в графстве. Это пожалование позже было подтверждено королём. Одной из поставленных Чосеру задач было сосредоточить внимание сторонников епископа на помощи принцу Уэльскому, с которым Бофорт был тесно связан. Именно с этим было связано временное смещение Томаса с должности дворецкого в 1407 году, на которой его сменил сэр Джон Типтофт. Решение было не очень удачным. Впрочем, в этот период он был впервые избран спикером палаты общин. Впоследствии Чосер избирался на эту должность ещё 4 раза.
Генрих IV имел неоднократные столкновения с палатой общин из-за финансирования. В 1407 году в качестве спикера Томас совершил небольшой подвиг, заставив короля пойти на неприятные уступки, не только умудрившись сохранить его благосклонность, но и вернув себе должность дворецкого на следующий день после закрытия парламента. Также ему было разрешено брать поручительства от торговцев вином в Бристоле и Кингстон-апон-Халле.
В 1409—1410 годах Генрих IV тяжело болел. В этот период Чосер вместе со своими двоюродными братьями Бофортами оказался в составе совета во главе с принцем Генрихом, который 2 года фактически управлял Англией от имени короля.
В созванном в январе 1410 парламенте Чосеру вновь удалось избраться спикером. В это же время казначеем стал барон Скруп из Месема, личный друг принца Уэльского, а канцлером — Томас Бофорт, младший брат епископа. С учётом того что Томас и его друзья приложили немало усилий, чтобы в парламент избрались многие депутаты, симпатизирующие взглядам принца Уэльского, его сторонники были уверены в поддержке палаты общин. И, судя по всему, он также разделял взгляды принца Генри. После длительных задержек палата общин согласилась удовлетворить некоторые требования правительства. При этом Чосер воспользовался возможностью, чтобы подать прошение о помощи в связи с уклонением от уплаты таможенных пошлин лицами, выдававших себя за лондонцев — эта проблема постоянно преследовала его во время выполнения обязанностей дворецкого. Кроме того, он воспользовался своим положением, чтобы получить в аренду некоторые поместья королевы Джоанны в Оксфордшире и Беркшире.
В 1411 году Томас опять был выбран спикером и был настроен на помощь принцу, однако в этом парламенте политический климат изменился, в результате чего оппозиции пришлось сложнее. Именно тогда Чосер высказал предложение об отречении больного Генриха IV от престола в пользу сына. Однако этим он спровоцировал негативную реакцию короля. Несмотря на болезнь, тот появился в парламенте, уволил членов совета, в том числе и сына, а также выступил перед депутатами и лично предупредил Чосера, что не потерпит никаких нововведений или ущемления своих королевских прав. Хотя Томасу удалось удержаться на плаву, у него возникали опасения, что любая критика со стороны палаты общин будет подавлена Генрихом IV.
Томас, судя по всему, вновь был избран в последний парламент, созванный Генрихом IV в 1413 году. Способность Чосера сохранять личную благосклонность короля, при этом игнорируя его пожелания в качестве спикера, судя по всему, говорит о том, что Генрих IV разделял мнение наследника о способностях Томаса.

## Правление Генриха V
Во время работы парламента в марте 1413 года Генрих IV умер. Судя по всему, это известие Чосер воспринял с облегчением. После восхождения на престол Генриха V позиции Томаса стали необычайно прочным. Новый король подтвердил все предыдущие пожалования Томасу, а также назначил его хранителем королевских лесов Вулмер и Элис Холт в Гэмпшире. При этом королевские грамоты, определяющие условия вознаграждения, были запечатаны в его собственном поместье Уорлдхэм. Скорее всего, епископ Бофорт, который вновь стал канцлером и получил, таким образом, контроль над большой печатью, нанёс в это время Томасу частный визит. Кроме того, Чосер был назначен заведовать королевским монетным двором.
В этом же году Чосер был назначен шерифом Гэмпшира. Во время проведения новых парламентских выборов в первый парламент Геннриха V Томас продолжал оказывать влияние на их проведение на местах, используя свою власть как в Тонтоне, так и в Уоллингфорде.
Хорошо зная Томаса и доверяя ему, Генрих V был готов предоставить ему гораздо более значительную роль в правительственных делах, чем он играл раньше, а также в сложном раунде дипломатических переговоров, посредством которых он надеялся заручиться поддержкой своих притязаний на французский трон. В результате в марте 1414 года Чосер отправился в Нидерланды в качестве королевского посла, чтобы обсудить с графом Голландии Вильгельмом VI «некоторые секретные дела, движущие королём», чтобы подготовить почву для более официальных дискуссий, в которых он также принимал участие в последующее время. Решающую роль для успеха предприятия Генриха V играла поддержка Жана, герцога Бургундии, который находился в оппозиции партии Арманьяков, управлявших в это время Францией. Переговоры с Бургундией вёл епископ Бофорт, который, возможно, и настоял на участии в них Томаса. Они продолжались в течение всего лета. В итоге Чосеру удалось сыграть немаловажную роль в завоевании континентальной поддержки притязаний Генриха V на французский трон.
Томас вернулся в Англию в 1414 году во время заседаний второго парламента Генриха V и вновь, с очевидного одобрения короля, был избран спикером. Его готовность вновь занять должность, возможно, была связана с беспокойством по поводу 800 фунтов, обещанных ему и его соратникам в прошлом году. Из них ему самому причиталось 523 фунта, поэтому он в первую очередь убедил палату общин выдвинуть его петицию. Несмотря на влияние Томаса при королевском дворе, ему мешало настойчивое требование правительства о тщательной проверке таможенных счетов; учитывая крайнюю медлительность, которую Генрих V проявлял при погашении своих долгов, вряд ли Томас получил обещанные деньги. Вместо этого Чосеру пришлось удовольствоваться подтверждением всех рент и должностей, предоставленных ему Джоном Гонтом, которое было сделано парламентом. В остальном парламент прошёл именно так, как и хотел Томас: хотя депутаты и стремились изучить все возможные дипломатические возможности, прежде чем объявить войну Франции, палата общин согласилась поддержать претензии Генриха V на французский трон, а также было принято решение о щедрых налоговых выплатах для поддержки военного вторжения.
В 1415 году Томас помог юному графу Марчу заложить свои имения, чтобы тот смог поучаствовать во вторжении в Нормандию, которым возобновилась Столетняя война. Сам Чосер должен был также возглавить отряд, набранный в его владениях, однако его свита из 47 воинов отправилась без него, поскольку он заболел и был вынужден остаться дома. Возможно, что ему повезло избежать участия в военных действиях, в отличие от зятя, сэра Джона Фелипа, умершего в Арфлёре.
К декабрю 1415 года Томас был достаточно здоров, чтобы вступить в должность заведующего гаванями Плимута и Корнуолла. Но, судя по всему, его обязанности в основном выполнял помощник, поскольку Чосер в качестве главного дворецкого основные усилия тратил на обеспечение королевской армии во Франции. Также возникли значительные проблемы с финиансированием: в частности, к лету 1416 года долги за вино, выпитое экспедиционной армией, достигли 2842 фунта. В дальнейшем сообщения о деятельности Томаса пропадают до следующей крупной экспедиции Генриха V, которая началась в 1417 году. Это могло быть связано или с новой болезнью, или с заботами, касающимися всё возрастающих долгов английского правительства.
В июле 1417 года Томас отплыл во Францию в составе королевской армии. Хотя он и сопровождал отряд из 39 человек из своих владений, основная его ценность заключалась в дипломатических талантах. В том же году Чосер в качестве королевского посла вёл переговоры о перемирии. Длительные периоды, когда он находился во Франции, хотя и перемежающиеся визитами в Англию, чтобы заниматься королевскими делами, заставили его временно отказаться от должности дворецкого. Вероятно, что Томас был рад хотя бы на время освободиться от забот, связанных с обременительными финансовыми проблемами, тем более что он продолжал пользоваться уважением короля, поэтому смещение с должности не рассматривалось как лишение благосклонности. Напротив, доверие Генриха V к Чосеру было настолько высоко, что Томасу была поручено приглядывать за Генри Бофортом. Незадолго до этого новый папа Мартин V даровал епископу Уинчестерскому кардинальскую шапку, а также назначил его папским легатом в Англии, Уэльсе и Ирландии. Хотя Генрих V был многим обязан своему дяде, он не мог допустить ущемления своему королевскому авторитету. Принятие Бофортом должности, совершённое без предварительных консультаций с королём, представляло собой угрозу как свободам церкви Англии, так и всему государства. В результате в марте 1419 года Генрих V приказал дяде отказаться от должности папского легата и кардинальской шапки, чтобы умерить чрезмерные церковные амбиции епископа, которые вызвали у него растущее беспокойство, а также напомнив папе о собственной независимости. Поскольку король имел основания сомневаться в лояльности Бофорта, он поручил Томасу сообщить о поведении и намерениях своего кузена, что тот сделал с большим тактом и осмотрительностью. Епископ был возмущён тем, как с ним обращался король, а также боялся, что тот примет против него какие-то дополнительные меры, сославщись на «Статут об уполномоченных», поэтому, судя по всему, доверился Чосеру, надеясь наладить отношения с королём. Хотя Томас сохранял верность Генриху V, его обаяние, проницательность и весёлость позволили сохранить доверие епископа, что облегчало их общение и помогло развеять худшие опасения короля.
После краткого пребывания в 1420 году во Франции, где Томас участвовал в переговорах о признании договора в Труа, он смог посвятить немного времени личным вопросам. В частности, в декабре 1420 года он выкупил право на заключение брака несовершеннолетней дочери одного из своих умерших коллег по палате общин, сэра Ричарда Арчеса. В начале 1421 года Генрих V вернулся в Англию, после чего Чосеру вновь в полной мере пришлось свои управленческие навыки. Короне не хватало денег, но парламент был убеждён, что для финансирования дальнейшего завоевания деньги можно добывать во Франции. Король, скорее всего, испытал облегчение, когда Томаса вновь избрали спикером палаты общин созванного в 1421 году парламента, поскольку тот кроме впечатляющего опыта работы на этой должности ещё и был хорошо подготовлен для решения парламентских вопросов, связанных с планируемой ратификацией договора в Труа. При этом для палаты общин были важно, что Чосера поддерживали король, и Генри Бофорт. При этом епископ предложил выделить ссуду в размере 17 666 фунтов на военные расходы, после чего король с ним публично примирился. Фактически таким образом Бофорт вносил выкуп за себя, при этом цена примирения была необычайно высока. Палата общин, вероятно, по указанию Томаса, вмешалась, чтобы обеспечить наличие поручительств для обеспечения ссуды, а также выразила признательность епископу за его щедрость, поскольку она избавила парламент от необходимости самостоятельно изыскивать деньги. С самого начала заседания палаты общин Чосер отстаивал интересы своего кузена, поэтому есть основания полагать, что именно он стоял за этими изъявлениям благодарности.

## Регентство
В августе 1422 года во Франции внезапно умер Генрих V. Это стало для Томаса серьёзным ударом, поскольку кроме потери щедрого покровителя он столкнулся с проблемой, как взыскать большие суммы денег с исполнителей завещания короля. Однако тот факт, что его двоюродные братья — епископ Бофорт и Томас Бофорт, герцог Эксетер, были назначены как личными опекунами малолетнего Генриха VI, так и исполнителями воли покойного короля, давали Чосеру надежду получить компенсацию. Кроме того, он получил солидное вознаграждение за интерес к борьбе за контроль над правительством, которая началась после заседания парламента в ноябре 1422 года. На регентство претендовал брат покойного короля, Хамфри, герцог Глостер, однако его кандидатура вызвала протесты ряда лордов, в том числе и епископа Бофорта. В результате, хотя герцог и был назначен протектором Англии, его власть была ограничена: он мог действовать только тогда, когда его старший брат, Джон, герцог Бедфорд, отлучался за границу. Хотя Чосер на этот раз не был избран спикером, он пользовался в палате общин огромным авторитетом, а также поддержкой значительной группы друзей, родственников и клиентов. Своё влияние он использовал для поддержки позиции епископа Бофорта. Кроме того, Томас легко смог заручиться поддержкой своих коллег для одобрения петиции по возвращении ему должности главного дворецкого, причём пожизненно — в соответствии с первоначальным назначением на неё. Парламент это желание одобрил. Все остальные его должности также были переподтверждены. Также ему был передан в аренду манор Дрейтон в Гэмпшире — до конца его пребывания в королевской опеке; в итоге её Томас сохранял до конца жизни.
В январе 1424 года Томас вошёл в состав королевского совета. Вероятно, что это связано с попыткой епископа Бофорта укрепить свои позиции, поскольку его отношения с герцогом Глостером неуклонно ухудшались. Своё место Чосер сохранял до 1427 года, однако посещал заседания редко. Наиболее ценны для совета были его знания о внешней политике, о которой он многое узнавал из первых рук. Так в декабре 1424 года Томас вместе с сэром Джоном Типтофом были направлены во Францию для проведения срочных переговоров с герцогом Бедфордом, которые, судя по всему, касались угрозы для англо-бургундского союза из-за необдуманных действий герцога Глостера в области европейской дипломатии. Но свои главные усилия Чосер уделял палате общин, в которую регулярно избирался до 1431 года.
Хотя Томас и был озабочен делами, но это не мешало ему использовать любую возможность для извлечения личной выгоды; при этом его должность советника давала ему дополнительное преимущество, когда такие возможности возникали. Так в 1424 году Чосер без особых проблем получил в аренду ту часть земель Бергершей, которая досталась в наследство Джону Арунделу, племяннику его жены, который из-за несовершеннолетия находился под королевской опекой.
Об авторитете, которым обладал Томас, свидетельствуют браки его единственной дочери, Алисы, оставшейся в 11 лет вдовой. Она была единственной наследницей Чосера и в итоге унаследовала всё его имущество. Желающих жениться на ней было достаточно. В итоге выбор пал на Томаса Монтегю, графа Солсбери — одного из самых знаменитых английских командиров во Франции. Свадьба состоялась в ноябре 1424 года в Париже. Жан де ла Тремуй рассказывал, что герцог Бургундский настолько был очарован красотой невесты, что попытался её соблазнить. При этом, судя по всему, графа Солсбери больше привлекали перспективы Алисы в качестве наследницы. Кроме того, он много лет пытался вернуть имения, которые были конфискованы после участия его отца в заговоре против короля в 1400 году. Возможно, что Чосер в 1421 году использовал свои полномочия спикера, чтобы помочь будущему зятю подать королю петицию, однако она имела ограниченный успех. Впрочем, граф добился больших успехов во Франции, в результате чего смог компенсировать потери, поэтому к 1427 году, когда он составил своё завещание, за счёт военных прибылей он накопил (как минимум на бумаге) внушительное состояние. Улучшение его финансового состояния, судя по всему, было решающим фактором. В результате Чосер, который, в отличие от многих других богачей с социальными амбициями, мог позволить проявить избирательность в выборе мужа для дочери, дал согласие на брак. При этом руку к браку мог приложить и епископ Бофорт, поскольку он был связан с графом Солсбери родственными связями. Епископ Уинчестерский прикладывал серьёзные усилия, чтобы создать сеть династических союзов между своими плодовитыми и амбициозными родственниками и представителями разных баронских домов, поэтому Чосер вряд ли мог остаться в стороне от этих прибыльных схем.
К 1426 году отношения между епископом Бофортом и герцогом Глостером накалились до предела, в результате чего прибывший для урегулирования ссоры герцог Бедфорд решил 18 февраля созвать парламент в Лестере — ланкастерской крепости, расположенной далеко от воинственно настроенной лондонской толпы, которая в октябре 1425 года устроила бунт на лондонском мосту. Членам парламента было запрещено приходить на заседание вооружёнными, но члены соперничающих фракций взяли с собой дубинки или биты, из-за чего эта сессия вошла в историю как «парламент бит». Герцог Бедфорд с трудом убедил брата принять арбитраж коллегии старших советников. Важную роль в примирении противников сыграла палата общин. Точная роль Чосера в проводимых переговорах неизвестна, хотя тот факт, что он спустя 4 года вновь избрался в парламент, скорее всего, свидетельствует о его желании защищать интересы епископа. На это также намекает избрание после перерыва в палату общин нескольких ведущих членов окружения Томаса. В марте епископ был вынужден публично заявить о своей лояльности королю, а умолять герцога Глостера о милосердии, а также оставил должность канцлера. Вероятно, это было ценой, запрошенной герцогом для участия в арбитраже. Но при этом Бофорту было разрешено наконец то стать кардиналом.
В марте 1427 года Томас присутствовал в Кале, когда епископу была вручена кардинальская шапка, однако благоразумно избегал иметь какое-то отношение к крестовому походу против гуситов, который Бофорт желал возглавить в качестве легата Богемии, Германии и Венгрии. После этого Чосер вернулся в Англию, где договорился с вдовой сэра Джона Дрейтона об аренде за 400 фунтов поместья Нанхем в Оксфордшире. Позже умер ещё один его сосед, сэр Уильям Бирмингем, что позволило ему договориться об аренде поместья Шутфорд.

## Последние годы
В 1427 году Томас, которому было около 60 лет, вышел из состава королевского совета. Хотя из политики он уходить не собирался, тем более что его зять, граф Солсбери, нуждался в помощи: правительство должно было ему деньги, которые причитались за его военную службу за границей. При этом уменьшение английских владений во Франции грозило перекрыть этот источник дохода. Граф в 1427 году отправил 2 петиции в парламент, в которых просил гарантировать ему выплаты причитающихся сумм под соответствующие ценные бумаги. Чосер, который вновь избрался в парламент, вероятно, способствовал их успеху. Однако граф так и не успел воспользоваться этим, поскольку погиб в 1428 году. Смерть мужа теоретически сделала его вдову богатой женщиной, ибо по завещанию она получила драгоценности и посуду на 7 тысяч фунтов, а также половину оставшегося движимого имущества и земли во Франции с доходом в 85 тысяч. Однако неизвестно, сколько именно она получила, после того как были выплачены долги армии графа. Но в любом случае Алиса могла привлечь ещё более влиятельного мужа. Её третий брак стал результатом династических и дипломатических амбиций кардинала Бофорта в гораздо большей степени, чем второй. Тот постепенно отвоёвывал утраченные позиции в Англии, в том числе и благодаря оказанной в 1429 году поддержки парламентом, в который вновь избрался Чосер. В это время многие государственные деятели, в том числе и Бофорт, начали склоняться к тому, что вместо поддержки дорогостоящего военного присутствия во Франции выгоднее заключить с ней мир. Одним из военачальников, который разделял эту позицию, был Уильям де ла Поль, граф Саффолк. В итоге осенью 1430 года Алиса Чосер обручилась с ним, что создавало родственные узы между двумя сторонниками мира. Хотя в 1431 году парламент, в который в последний раз в жизни избрался Томас, проголосовал за продолжение войны, обе палаты признали необходимость дипломатических инициатив. 
Хотя Томас почти до самой смерти продолжал служить в разных комиссиях, в последующей борьбе между кардиналом Бофортом и герцогом Глостером, который был бескомпромиссным противником мира с Францией, он участия не принимал. При этом Чосер продолжал наращивать свои владения. Так он договорился об аренде поместий сэра Уильяма Молейнса в Оксфордшире и Бакингемшире за 500 марок, а в июне 1434 года, незадолго до смерти, вёл переговоры об аренде другого поместья.
Томас умер 18 ноября 1434 года в Юэлме (Оксфордир), где и был похоронен в местной приходской церкви. Через 4 года его дочь, унаследовавшая все владения, возвела великолепную гробницу, на стенах которой были изображены гербы всех баронских семейств, с которыми он, оставаясь простым оруженосцем, состоял в родстве.

## Оценки
Историк Кеннет Мак-Фарлейн пишет, что Томас «сделал себя сам». Он также указывает, что Чосер, несмотря на богатство и стяжательство, был осмотрительным и деловым политиком, сведущим во всех сферах управления и дипломатии, обладая большим опытом, влиянием и пользуясь уважением. Обладал харизмой, авторитетом и проницательностью, необходимыми для успешного управления обществом в этот период. Эти качества, а также впечатляющий набор должностей и родственные связи с придворными и баронами, объясняют, каким образом ему удавалось играть важную роль как в палате общин, так и за её пределами. А избрание его 5 раз спикером палаты общины до XVIII века оставалось рекордом.

## В культуре
Английский поэт Джон Лидгейт, который был большим поклонником поэта Джефри Чосера, называя себя его последователем, посвятил Томасу Чосеру 2 стихотворения. В них он отмечает его обаяние, проницательность и весёлость.

## Брак и дети
Жена: с около 1395 года Мод Бергерш (около 1379—1437), дочь Джона Бергерша из Юэлма. Дети:
- Алиса Чосер (около 1404—1475); 1-й муж: около сентября 1414 сэр Джон Фелип (около 1380 — 2 октября 1415)[10]; 2-й муж: с ноября 1424 Томас Монтегю (13 июня 1388 — 3 ноября 1428), 4-й граф Солсбери с 1400 года; 3-й муж: с 21 мая 1432 Уильям де ла Поль (16 октября 1396 — 2 мая 1450), 4-й граф Саффолк с 1415 года, 1-й маркиз Саффолк с 1444 года, 1-й граф Пембрук с 1447 года, 1-й герцог Саффолк с 1448 года[8][13][14].